# 베이커노랑어깨박쥐
베이커노랑어깨박쥐(Sturnira bakeri)는 주걱박쥐과(신세계잎코박쥐과)에 속하는 남아메리카 박쥐의 일종이다. 에콰도르의 토착종이다.

## 특징
중간 크기의 박쥐로 전체 몸길이는 63~65mm이다. 전완장은 43~45mm, 발 길이는 12~14mm이고, 귀 길이는 14~17mm이다. 몸무게는 최대 21g이다.

## 생태
먹이는 과일이다.

## 분포 및 서식지
페루 국경을 따라 에콰도르 남서부의 두 군데 지역에서만 알려져 있다. 일차림과 이차림, 경작지 등과 같은 반건조 환경을 좋아하는 것으로 추정된다.